# 빅윌
빅윌(1990년 8월 14일 ~)은 대한민국의 래퍼다. 2014년 싱글 《지진》으로 데뷔했다.

## 학력
- 경희대학교 언론정보학과

## 방송
- 쇼미더머니4 (2015) - Top28

## 공연
- CRUMP VOL.5 <STAND UP UNDERGROUND> (2018)